# Frankliniella borinquen
Frankliniella borinquen är en insektsart som beskrevs av Ian A. Hood 1942. Frankliniella borinquen ingår i släktet Frankliniella och familjen smaltripsar. Inga underarter finns listade i Catalogue of Life.